# 5351 Diderot
Az 5351 Diderot (ideiglenes jelöléssel 1989 SG5) a Naprendszer kisbolygóövében található aszteroida. Eric Walter Elst fedezte fel 1989. szeptember 26-án.